# Amazon

Amazon.com, Inc., веде бізнес як Amazon (укр. Амазо́н) — один із перших інтернет-сервісів, орієнтованих на продаж реальних товарів масового попиту, найбільша у світі за обігом компанія, що продає товари та послуги через Інтернет. Компанія веде експансію на ринки інтернет-торгівлі в усьому світі. За 2017 роком Amazon має окремі сайти для роздрібної торгівлі у США, Великій Британії, Ірландії, Франції, Канаді, Німеччині, Італії, Іспанії, Нідерландах, Австралії, Бразилії, Японії, Китаї, Індії та Мексиці.
Це найбільший у світі ринок електронної комерції, постачальник AI-асистентів і платформа хмарних обчислень, що вимірюється доходом і ринковою капіталізацією. Це другий за величиною роботодавець у США й одна з найцінніших у світі компаній. Amazon є другою за величиною технологічною компанією за доходами.
Amazon розповсюджує завантаження та потокове відео, музику, аудіокнигу через свої Amazon Prime Video, Amazon Music і Audible. Amazon також має видавничий відділ, Amazon Publishing, студію кіно і телебачення, Amazon Studios і дочірню компанію в хмарі, Amazon Web Services. Вона виробляє побутову електроніку, включаючи Kindle e-readers, Fire tabs, Fire TV і Echo-пристрої. Крім того, дочірні компанії Amazon також включають Ring, Twitch.tv, Whole Foods Market і iMDb. Серед різних суперечностей компанію критикували за погані умови праці, ухиляння від сплати податків і антиконкурентну практику.

## Історія
Amazon був заснований Джефом Безосом 5 липня 1994 року в місті Белвью, штат Вашингтон (США). Компанія почала працювати як інтернет-ринок для книг, але пізніше розширилася на продаж електроніки, програмного забезпечення, відеоігор, одягу, меблів, продуктів харчування, іграшок та ювелірних виробів. У 2015 році Amazon перевершив Walmart як найціннішого роздрібного продавця в Сполучених Штатах за ринковою капіталізацією. У 2017 році Amazon придбав Whole Foods Market за $13,4 млрд, що значно збільшило присутність Amazon у роздрібній торгівлі. У 2018 році Безос оголосив, що його дводенна служба доставки Amazon Prime перевищила 100 мільйонів абонентів по всьому світу.
Від початку створення діяв під назвою «Cadabra» (посилання на «абракадабра») та продавав тільки книги. У червні 1998 року магазин починає продавати музичні записи, а в листопаді того ж року — відеопродукцію. Станом на 2011 рік сервіс Amazon.com охоплює 34 категорії товарів, у тому числі електронні книги, побутову електроніку, дитячі іграшки, продукти харчування, господарські товари, спортивні товари і багато чого іншого. У 2011 році в компанії Amazon.com працювало 30 тис. співробітників.
Кажуть, що свій перший робочий стіл засновник Amazon.com зробив із дверей. І тепер в компанії деякі столи також зроблені з дверей, але не з метою економії, а щоб нагадувати про необхідність економити.
Первинне розміщення акцій Amazon.com відбулося 15 травня 1997 року в NASDAQ.
У 2012 році корпорація купила компанію Kiva Systems (Amazon Robotics), виробника складських роботів, призначених для переміщення товарів в автоматичному режимі. За оцінкою аналітиків Уолл-стріт, впровадження роботів для автоматизації складських операцій дозволить Amazon скоротити витрати на підготовку замовлень на 40 %.
9 жовтня 2014 року Amazon заявила про плани щодо відкриття на Манхеттені (Нью-Йорк) першого в своїй історії офлайн-магазину. Трохи пізніше з'явилася інформація ще про один кіоск — на цей раз в Сан-Франциско.
7 грудня 2016 року Джефф Безос заявив, що Amazon зробила першу доставку за допомогою безпілотника.
На кінець 2020 року в компанії працювало більше 1 млн. 130 тис. співробітників.
2 лютого 2021 року стало відомо, що засновник компанії Amazon Джефф Безос залишить посаду генерального директора компанії 5 липня 2021 року (в день народження компанії). На цій посаді його змінив колишній глава підрозділу Web Services Енді Джессі.

## Діяльність
18 жовтня 2011 року Amazon.com анонсував партнерство з одним з найвідоміших видавництв коміксів DC Comics. Згідно з домовленостями, Amazon отримає ексклюзивні права на електронні версії найпопулярніших коміксів включаючи «Супермена», «Бетмена», «Зеленого ліхтаря», «Піщаної людини» і «Хранителів». Нове партнерство передбачає, що головний конкурент Amazon, Barnes & Noble, буде змушений видалити всі ці електронні версії коміксів з полиць свого інтернет-магазину. Тепер купити комікси буде можливо тільки за допомогою планшета Kindle Fire, запущеного в продаж компанією Amazon за три дні до цього.
22 січня 2018 року в Сіетлі (США) відкрився перший офлайновий супермаркет інтернет-гіганта Amazon, у якому немає кас. Всі покупці кладуть у кошик вибрані товари, після чого йдуть з магазину, а сума за покупки автоматично списується з користувацького рахунку Amazon. Таких магазинів до 2021 планується відкрити понад 50 по багатьох густонаселених районах великих міст. Компанія орієнтується на активну, працюючу молодь, котра оцінить переваги швидких та комфортних покупок готових продуктів. Асортимент магазину час від часу змінюється, щоб зрозуміти вподобання покупців. Наразі це бакалія, снек, сендвічі та салати. Не зважаючи на те, що технічне оснащення подібних магазинів обходиться компанії приблизно у $1 млн, очікується попит на подібний тип послуг, що перекриє ці витрати і принесе прибуток.

### Торговельні партнерства
- 2000 року американський роздрібний магазин Toys «R» Us уклав 10-річну угоду з Amazon на суму $50 млн на рік плюс скорочення продажів, відповідно до якого Toys «R» Us буде ексклюзивним постачальником іграшок та дитячих товарів на сервісі, і вебсайт ланцюг перенаправлятиметься до категорії Іграшки та Ігри Amazon. У 2004 році Toys «R» Us подали до суду на Amazon, стверджуючи, що через відчуття відсутності різноманітності в акції Toys «R» Us, Amazon свідомо дозволив стороннім продавцям пропонувати товари на послуги в категоріях, які Компанія «R» надала як ексклюзивність. У 2006 році суд виніс рішення на користь компанії Toys «R» Us, надавши йому право розірвати свою угоду з Amazon і створити власний незалежний вебсайт для електронної комерції. Пізніше компанія отримала $51 млн відшкодування збитків.
- 2001 року Amazon уклала аналогічну угоду з групою Borders, згідно з якою Amazon буде співпрацювати з Borders.com як ко-брендований сервіс, але Borders вийшов з домовленості в 2007 році, з планами також запустити свій власний інтернет-магазин.
- 18 жовтня 2011 року Amazon.com оголосила про партнерство з DC Comics за ексклюзивні цифрові права на багато популярних коміксів, включаючи Супермена, Бетмена, Зеленого ліхтаря, The Sandman і Watchmen. Партнерство змусило відомих книжкових магазинів, таких як Barnes & Noble, прибрати ці назви з полиць.
- У листопаді 2013 року Amazon оголосила про партнерство з поштовою службою США, щоб розпочати доставку замовлень по неділях. Послуга, включена в стандартні тарифи Amazon, розпочата в столичних районах Лос-Анджелеса і Нью-Йорка через високий обсяг і неможливість своєчасної доставки, з планами розширення в Даллас, Х'юстон, Новий Орлеан і Фенікс до 2014 року.
- У червні 2017 року Nike підтвердила «пілотне» партнерство з Amazon для продажу товарів безпосередньо на платформі.
- Станом на 11 жовтня 2017 року AmazonFresh продає асортимент фірмових продуктів з доставкою у вибрані райони.
- У листопаді 2018 року компанія Amazon домовилася з компанією Apple Inc. про продаж вибраних продуктів через сервіс через компанію та вибраних авторизованих реселерів Apple. В результаті цього партнерства, тільки Apple уповноважені посередники можуть продавати продукти Apple на Amazon, що діє 4 січня 2019 року.

### Показники діяльності
2018 року бренд Amazon.com став найдорожчим у світі й оцінювався в $150 млрд 2019 року компанія стала найдорожчою у світі, обійшовши Microsoft. Її ціна на 7 січня 2019 року становила $797 млрд.
У 2019 році компанія Amazon стала найдорожчою у світі, обійшовши Microsoft. Станом на 7 січня 2019 року її вартість складала – $797 млрд.
В січні 2025 року, згідно щорічного дослідження Brand Finance Global 500, вартість Amazon (порівняно з 2024 роком), зросла на 15 % – до $356,4 млрд.

### Патенти
5 квітня 2016 року від Amazon була зареєстрована патентна заява на систему зберігання та доставки товарів, в якій використовуються дирижаблі та безпілотні апарати.

### Робота в Амазон

Логотип онлайн-магазину з 2000 року

Amazon відома жорсткими («фашистськими», за заявою співробітників) умовами роботи. Компанія використовує систему метрик, змагання між співробітниками і негативний відбір, що змушує співробітників або «виходити за межі своїх можливостей», або вигоряти на роботі.
У листопаді 2021 року влада Каліфорнії забов'язала Amazon виплатити штраф у розмірі $500 тис через те, що компанія неналежним чином повідомила працівників та органи охорони здоров'я про нові випадки COVID-19.

### Продукти та послуги
Лінійки продуктів Amazon.com, доступні на його вебсайті, включають декілька засобів масової інформації (книги, DVD-диски, музичні компакт-диски, відеокасети та програмне забезпечення), одяг, дитячі товари, побутову електроніку, косметичні засоби, продукти для гурманів, продукти харчування, товари для здоров'я та особистої гігієни наукові матеріали, кухонні приналежності, ювелірні вироби, годинники, предмети газону та саду, музичні інструменти, спортивні товари, інструменти, автомобільні предмети та іграшки та ігри. Amazon має окремі роздрібні сайти для деяких країн, а також пропонує міжнародні перевезення деяких своїх продуктів до деяких інших країн.

## Акціонери
Станом на травень 2017 року Джефф Безос мав 79 896 638 акцій.
Інші найбільші власники акцій Amazon.com (на 31 грудня 2016 року):
| Акціонер                                    | Кількість акцій | %    |
| ------------------------------------------- | --------------- | ---- |
| The Vanguard Group, Inc.                    | 25 136 813      | 5,27 |
| T. Rowe Price Associates, Inc.              | 20 919 431      | 4,38 |
| FMR, LLC                                    | 19 330 079      | 4,05 |
| Capital World Investors                     | 16 942 267      | 3,55 |
| State Street Corporation                    | 16 357 782      | 3,43 |
| Capital Research Global Investors           | 10 725 819      | 2,25 |
| BlackRock Institutional Trust Company, N.A. | 10 490 760      | 2,20 |
| Baillie Gifford and Company                 | 7 442 632       | 1,56 |
| BlackRock Fund Advisors                     | 5 219 225       | 1,09 |
| Invesco Advisers, Inc.                      | 4 885 742       | 1,02 |

## Amazon в Україні
У липні 2021 року міністр цифрової трансформації Михайло Федоров повідомив про підписання меморандума про співпрацю з Amazon. Використання Amazon Web Services має прискорити розвиток хмарних технологій в Україні, цифрову трансформацію і впроваджувати інновації.

## Цікаві факти
- Виявилося, що назва книжкового онлайн-магазину, попередника Amazon, Cadabra (від магічного слова «абракадабра») за звучанням нагадувала англійське слово cadaver (букв. мертве тіло), тому власники відмовилися від цієї назви[24].
- Від початку існування фірми до сьогодення кожен її новий працівник сідає працювати за столом, зробленим зі старих дверей[50]. Ця традиція пішла від засновника та виконавчого директора Джеффрі Безоса, чий стіл був зроблений зі старих дверей, з дірками для вставних ніжок (столи його працівників були зроблені аналогічно). У цій високотехнологічній компанії новітні комп'ютери стояли на стосах старих телефонних довідників, а в офісах було так мало стільців, що для проведення зборів їх доводилося «позичати» там, де вони були випадково залишені без нагляду. Організація, що проголосила себе «магазином майбутнього», розміщувалась при цьому в сірій типовій чотириповерховій будівлі в Сіетлі над хімчистками або на задніх дворах, не маючи навіть вивісок, що вказували б, хто займає цю будівлю.
- «Центр розподілу» компанії, розташований в місті Шерц (штат Техас), має площу 117 450 м² і займає 12-у сходинку в списку найбільших будівель і споруд світу (за площею).
- 30 травня 2017 року ціна за акцію компанії вперше перевищила $1 тис (USD 1 001,20)[51]. Ціна акції при розміщенні на біржі в 1997 році становила $18.
- 15 липня 2015 року компанія запустила Amazon Prime Day до свого 20-річчя, де користувач Amazon Prime один день міг купувати товари, котрі були помічені спеціальним оголошенням, з великими знижками. Компанія зі знижками була успішною, і тому у 2016 році Amazon Prime Day відбувся 12 липня, а у 2017 році — 11 липня.
- Amazon може зайнятися випуском чипів штучного інтелекту (ШІ)[52]
- За підсумками 2018 року, за інформацією журналу Форбс, Безос став першим в історії людства «сантимільярдером», тобто власником статку в понад $100 млрд. Станом на 12.11.2018 року він володіє понад $141 млрд[53].
- У 2020 році корпорація вперше інвестувала в сонячні і вітрові проєкти у Франції, Німеччині, Італії та Південній Африці[54].
- У листопаді 2021 року слідом за SpaceX, компанія Amazon оголосила, що також планує покрити світ супутниковою мережею інтернет: у 2022 році запустять перші два прототипи інтернет-супутників Kuiper[55][56].
- У грудні 2021 року компанія Amazon приєдналася до вивчення плану по боротьбі з глобальним потеплінням за допомогою блокування сонячних променів, уклавши угоду про співпрацю з Національним центром атмосферних досліджень і геоінженерною некомерційною організацією SilverLining[57][58].
- У грудні 2021 року Amazon анонсувала запуск інструменту, який дозволить користувачам Amazon Web Services відстежувати викиди вуглецю своєї компанії: AWS Customer Carbon Footprint Tool[59].
- 28 листопада 2023 року, компанія Amazon презентувала чат-бот на основі ШІ. Компанія заявила, що бот під назвою Q допомагатиме бізнесу виконувати такі завдання, як узагальнення великих документів або групових чатів та генерування контенту. Бот також може відповідати на запити клієнтів, створювати графіки, аналізувати дані та допомагати компаніям у кодуванні[60][61].

### Придбання
У червні 2017 року Amazon придбав мережу супермаркетів Whole Foods за $13,7 млрд. Це стало найбільшою покупкою компанії на той момент.

## Судові розгляди
31 жовтня 2023 року, як повідомило агентство Reuters, фінська телекомунікаційна компанія Nokia подала до суду штату Делавер (США) на Amazon та HP. Зазначені компанії звинувачуються у порушенні патентів, пов'язаних з потоковим відео. Компанія Nokia також подала відповідні позови в Німеччині, Індії, Великобританії та в Європейський об’єднаний патентний суд.